# 39-45 en sol canadien
39-45 en sol canadien est une émission de télévision documentaire qui présente les événements marquants de la Deuxième Guerre mondiale qui sont survenus sur le territoire canadien. Elle est animée par l'acteur québécois Claude Legault. Elle est diffusée sur les ondes de TV5 Québec Canada depuis le 3 mai 2021.

## Synopsis
La Seconde Guerre a marqué les Canadiens de plusieurs façons. Bien que l'on pense d'emblée aux Canadiens et Canadiennes qui se sont rendus au front, que ce soit en Europe ou en Asie, certains événements marquants mais méconnus se sont aussi déroulés en territoire canadien,. Dans les épisodes de la série, on y découvre que des prisonniers allemands ont été gardés en captivité ou forcés à travailler dans les champs en Montérégie, que des sous-marins allemands ont patrouillé le fleuve Saint-Laurent et que des armes de destruction massive ont été produites en large quantité près de certaines villes canadiennes, et ce, dans le plus grand secret. La série ne laisse pas de côté certains aspects plus sombres de l'histoire canadienne à cette période: montée du fascisme à l'intérieur du pays, internement dans des camps de travail des Canadiens d'origine italienne, allemande et japonaise et chasse aux déserteurs.

## Épisodes

### Première saison (2021)
1. Sexe et amours
2. Nos prisonniers allemands
3. Le front domestique
4. Espions contre espions
5. Dans nos eaux
6. Nous aussi on fabrique des bombes
7. La guerre des femmes
8. L'appel du front
9. Antisémites nous aussi
10. Propagande à la canadienne
11. Le fascisme à la canadienne
12. Étrangers en son pays
13. Résister à tout prix

### Deuxième saison (2023)
1. Nos sportifs en guerre
2. Le secret canadien le mieux gardé
3. Premiers peuples, Deuxième Guerre mondiale
4. Le château fort de la France libre
5. Répondre de ses crimes
6. Sauver les enfants britanniques
7. Les lettres françaises, édition québécoise
8. La peur d'un Canada rouge
9. La cache des collabos
10. Au secours de ces altesses royales
11. S'enrichir ici en temps de guerre
12. Revenir du front
13. Nos rescapés de l'enfer

### Troisième saison (2024)
1. Spoliées là-bas, restituées ici
2. Le psychiatre de l'avenue des Pins
3. Jeux d'influence à la canadienne
4. L'art en remerciement
5. Mon grand-père ce héros
6. Nos Ukrainiens
7. Bombes à retardement
8. La mobilisation artistique
9. L'aérodrome de la démocratie
10. Québec: Ville phare des alliés
11. Échanges au sommet avec l'ennemi
12. Nos soldats sous influence
13. L'invasion amicale de Terre-Neuve

## Anecdotes
La série révèle que Ian Fleming, le créateur de James Bond a fait ses classes dans une école pour espions alliés en Ontario lors de la Seconde Guerre mondiale et qu'il y aurait trouvé de l'inspiration pour son célèbre personnage.
L'écologiste canadien David Suzuki dévoile aussi que sa famille et lui ont été internés dans un camp sur la côte ouest canadienne à l'époque de la guerre en raison de leur origine japonaise.